# Juan Sandoval Paredes
Juan Antonio Sandoval Paredes (Santiago, 23 de marzo de 1943-Puerto Montt, 29 de noviembre de 2017) fue un profesor de castellano y político chileno, miembro del Partido Demócrata Cristiano. Fue alcalde de Puerto Montt entre 1994 y 1996.

## Biografía
Sus estudios primarios los realizó en la Escuela Pública N.º 2 de Puerto Montt, y los secundarios en el Liceo de Hombres Manuel Montt, igualmente en Puerto Montt. Después entró a la Universidad de Chile a estudiar bachillerato en Letras y luego a la Universidad de Concepción, donde se tituló como profesor de Castellano.[cita requerida]

## Carrera política
Como militante del Partido Demócrata Cristiano, fue alcalde de Puerto Montt entre 1994 y 1996. Después fue concejal de la comuna como independiente —apoyado por Renovación Nacional— entre 1996 y 2004. Postuló de nuevo a alcalde de Puerto Montt en 2012, sin éxito.
Expuso sus propuestas en TVN, antes de las elecciones municipales de Chile de 2012 en la Región de Los Lagos, diciendo que "En Puerto Montt hay dos liceos rurales humanistas dónde esos alumnos nunca van a la universidad, esos deben transformarse en técnico profesionales".

## Últimos años
En 2000, fue atacado y agredido por dos desconocidos quienes sacaron una arma blanca y lo agredieron, mientras se encontraba en campaña en un sector equidistante una hora al sur de la capital regional. Sandoval quedó con heridas cortantes en su rostro.
Falleció el 29 de noviembre de 2017 en la Clínica de Puerto Montt y el municipio dio tres días de luto comunal. Fue sepultado en el Cementerio Parque de la Esperanza de Puerto Montt.